# Cantonul Franconville
Cantonul Franconville este un canton din arondismentul Pontoise, departamentul Val-d'Oise, regiunea Île-de-France, Franța.

## Comune
- Franconville